# Sungai Ulak
Sungai Ulak is een bestuurslaag in het regentschap Merangin van de provincie Jambi, Indonesië. Sungai Ulak telt 4704 inwoners (volkstelling 2010).